# Dim Stars
Dim Stars was de kort bestaande groep met Richard Hell, Thurston Moore en Steve Shelley van Sonic Youth. De groep ging nooit op tour, maar was wel de enige keer dat Richard Hell nog muziek maakte na de Voidoids.

## Discografie
- Dim Stars EP (Ecstatic Peace!/Caroline Records, 1992)
- Dim Stars LP (Caroline, 1992)